# Fallin' Rain
Fallin' Rain è il primo singolo del cantautore italiano Mahmood, pubblicato il 23 luglio 2013.

## Descrizione
Il brano, pubblicato il 23 luglio 2013 come download digitale, è stato scritto da Emiliano Pepe.
Il singolo, uscito prima del suo effettivo esordio, è stato pubblicato con lo pseudonimo di "Mahmoud".

## Tracce
Versione originale
1. Fallin' Rine (Original Edit) – 3:26
2. Fallin' Rain (Unplugged) – 3:28
3. Fallin' Rain (Gianni Bini Radio Edit) – 3:38
4. Fallin' Rain (Gianni Bini Remix) – 6:16
5. Fallin' Rain (Simone Vitullo Remix) – 7:57

Durata totale: 24:45
Fallin' Rain - DJ Deluxe Edition (2014)
1. Fallin' Rain (Gianni Bini Radio Edit) – 3:38
2. Fallin' Rain (Simone Vitullo Radio Edit) – 3:59
3. Fallin' Rain (Consoul Trainin Remix) – 3:19
4. Fallin' Rain (Angel Stoxx Remix Radio Edit) – 2:52
5. Fallin' Rine (Original Edit) – 3:26
6. Fallin' Rain (Unplugged) – 3:28
7. Fallin' Rain (Gianni Bini Remix) – 6:16
8. Fallin' Rain (Simone Vitullo Remix) – 7:57
9. Fallin' Rain (Angel Stoxx Remix Extended) – 4:16

Durata totale: 39:11